# 野々村秀樹
野々村 秀樹（ののむら ひでき、1974年- ）は、日本の漫画家。夫婦合作のペンネームである。作風としてアクション性の強い漫画を描いていた。
同人作家として同人活動も行っていた。

## 作品リスト
- それゆけまりんちゃん（全2巻）- ピンクパイナップルから2001年から2003年にかけて、成人向けOVAとして全3巻が発売された。
- ファントム零（週刊少年チャンピオン、全4巻）
- 心霊調査室OFFICE麗（原作：宮塢さなえ、週刊少年マガジン→マガジンSPECIAL、全12巻）
- 人形少女（原作：小宮さなえ、マガジンSPECIAL、全2巻）
- 邪魂狩り（脚本協力：宮塢さなえ、週刊少年マガジン、全5巻）